# 성호영
성호영(1999년 1월 8일 ~ )은 대한민국의 축구 선수이다. 포지션은 미드필더로 현재 k리그2의 부산 아이파크 소속이다.